# Хи Большой Медведицы
Хи Большой Медведицы (лат. Chi Ursae Majoris), 63 Большой Медведицы (лат. 63 Ursae Majoris), HD 102224 — одиночная звезда в созвездии Большой Медведицы на расстоянии приблизительно 193 световых лет (около 59 парсеков) от Солнца. Видимая звёздная величина звезды — от +3,72m до +3,69m.

## Характеристики
Хи Большой Медведицы — оранжевый гигант, предположительно переменная звезда спектрального класса K0,5IIIb:. Масса — около 1,49 солнечной, радиус — около 20,8 солнечных, светимость — около 158 солнечных. Эффективная температура — около 4362 К.